# Bruce Forsyth
Sir Bruce Joseph Forsyth-Johnson (Edmonton, 22 febbraio 1928 – Virginia Water, 18 agosto 2017) è stato un conduttore televisivo e attore britannico.

## Biografia
Si sposò tre volte: prima dal 1953 al 1973 con Penny Calvert, da cui ebbe tre figlie, Debbie, Julie e Laura; poi dal 1973 al 1979 con la ballerina Anthea Redfern, da cui ebbe due figlie, Charlotte e Louisa; dal 1983 fino alla morte è stato sposato con la modella Wilnelia Merced, da cui ebbe un figlio, Jonathan Joseph.
Forsyth fece la sua prima apparizione televisiva ad appena 10 anni nell'ambito del talent show Come and Be Televised. Riprese l'attività nel mondo dello spettacolo dopo la seconda guerra mondiale, interrotto solo dal servizio militare, dove servì nella RAF. Nel 1958 cominciò la sua attività sul piccolo schermo in Gran Bretagna come presentatore e intrattenitore. Fra le sue trasmissioni più note, Sunday Night at the London Palladium (1958-1960), The Generation Game (1971–1977, 1990–1994), The Price is Right (1995-2001), format originale di Ok, il prezzo è giusto!, e Strictly Come Dancing (2004-2013), format originale di Ballando con le stelle. È anche noto come attore, per aver preso parte a film come Un giorno... di prima mattina (1968) e Pomi d'ottone e manici di scopa (1971).
È morto nel 2017 a 89 anni per una broncopolmonite.

## Filmografia parziale
- Un giorno... di prima mattina (Star!), regia di Robert Wise (1968)
- Pomi d'ottone e manici di scopa (Bedknobs and Broomsticks), regia di Robert Stevenson (1971)